# 髙木秀和
髙木 秀和（たかぎ ひでかず　1987年10月8日）は、テレビドラマ、映画、情報番組、バラエティ番組、CM、企業VPの選曲、音響効果担当者。埼玉県上福岡市出身。2010年〜2014年までアックス (会社)在籍。2014年～2018年までスポット在籍。2020年1月より株式会社ニートネストへ移籍。

## 担当作品

### テレビドラマ

#### 2010年代

##### 連続ドラマ
- フレネミー ～どぶねずみの街～（日本テレビ,2013年7月期,音響効果）
- ドクターX～外科医・大門未知子～ 第2期（テレビ朝日,ザ・ワークス,2013年10月期,音響効果）
- 明日、ママがいない（日本テレビ,2014年1月期,音響効果）
- 検事・霞夕子 第6作「不能犯」（フジテレビジョン,2014年4月期,音響効果）
- モザイクジャパン（WOWOW,,2014年4月期,音響効果）
- 碧の海（フジテレビジョン,東海テレビ,2014年6月期,音響効果）
- ドクターX～外科医・大門未知子～ 第3期（テレビ朝日,ザ・ワークス,2014年9月期,音響効果）
- 学校のカイダン (日本テレビ,2015年1月期,音響効果）
- Dr.倫太郎（日本テレビ,2015年3月期,音響効果）
- ナポレオンの村（TBS,2015年7月期,音響効果）
- 事件は会議室で起こっている（NHK,2015年7月期,選曲・音響効果）
- それでも僕は君が好き（フジテレビ,2015年9月期,選曲）
- 永久就職試験（日本テレビ,2015年10月期,選曲）
- 危篤スルー（日本テレビ,201５年10月期,選曲）
- 遺産争族（テレビ朝日,2015年10月期,音響効果）
- 家政婦は見た！（テレビ朝日,2015年11月期,音響効果）
- 東京センチメンタル（テレビ東京,2015年12月期,選曲）
- 事件は会議室で起こっている（NHK,2016年1月期,選曲・音響効果）
- お迎えデス（日本テレビ,2016年4月期,音響効果）
- 家売るオンナ（日本テレビ,,2016年7月期,音響効果）
- ドクターX～外科医・大門未知子～ 第4期（テレビ朝日,ザ・ワークス,2016年10月期,音響効果）
- レンタル救世主 (日本テレビ,2016年10月期,音響効果）
- ボク、運命の人です。（日本テレビ2017年4月期,音響効果）
- 警視庁いきものがかり（フジテレビジョン,2017年7月期,選曲）
- 合法レシピ（AMAZON PRIME,2017年10月期,選曲）
- ドクターX～外科医・大門未知子～ 第5期（テレビ朝日,ザ・ワークス,2017年10月期,選曲）
- ブシメシ（NHK-BS,2017年11月期,選曲）
- ブシメシ season2（NHK,2017年11月期,選曲）
- なまいきざかり（WEBドラマ,2018年2月期,選曲・音響効果）
- 東京センチメンタル お茶の水の恋(テレビ東京,2018年3月期,選曲）
- ミューブ 秘密の歌園（名古屋テレビ,2018年4月期,選曲）
- イアリー見えない顔（WOWOW,2018年7月期,音響効果）
- 忘却のサチコ（テレビ東京,2018年10月期,選曲）
- この恋はツミなのか（TBS,2018年12月期,選曲）

##### スペシャルドラマ
- セイアン～生活安全特捜隊（テレビ朝日,2013年11月期,音響効果）
- 最後の仕事（テレビ朝日,,2013年12月,音響効果）
- 世にも奇妙な物語 2014年 春の特別編 復讐病棟（フジテレビ,,2014年3月,音響効果）
- 森光子を生きた女～日本一愛されたお母さんは、日本一寂しい女だった～ （フジテレビ,,2014年4月,音響効果）
- 磁石男 （日本テレビ,,2014年4月,音響効果）
- 女請負人 （フジテレビ,,2014年4月,音響効果）
- 女医・倉石祥子  第3作「死の最終診断」（フジテレビ,,2014年4月,音響効果）
- 十七歳  （フジテレビ,,2014年8月,選曲）
- はなちゃんのみそ汁 （日本テレビ,,2014年8月,音響効果）
- 夏の終わりに、恋をした。 （フジテレビ,,2014年9月,音響効果）
- 世にも奇妙な物語 2014年 秋の特別編 走る取的（フジテレビ,,2014年10月,音響効果）
- お母さま、しあわせ？～書家・金澤翔子　母と娘の物語～（NHK,2014年12月,音響効果）
- 世にも奇妙な物語 25周年スペシャル・春 ～人気マンガ家競演編～ ゴムゴムの男（フジテレビ,,2015年4月,音響効果）
- なぜ少女は記憶を失わなければならなかったのか?～心の科学者・成海朔の挑戦～ （日本テレビ,,2015年6月,選曲）
- 世にも奇妙な物語 25周年記念!秋の2週連続SP バツ（フジテレビ,,2015年11月,音響効果）
- 女優堕ち（BS朝日,,2016年3月,選曲）
- ドクターX～外科医・大門未知子～ SP2016（テレビ朝日,ザ・ワークス,2016年7月,音響効果）
- 東京センチメンタル 2016SP 千住の恋(テレビ東京,2017年1月,選曲）
- ドラマ甲子園  青い鳥なんて（フジテレビ,,2017年8月,選曲）
- ドクターY～外科医・加地秀樹～ 第2段(テレビ朝日,ザ・ワークス,2017年10月,選曲）
- 恋する肉食べ女子（朝日放送,2018年3月,選曲・音響効果）
- ドクターY～外科医・加地秀樹～ 第3段(テレビ朝日,ザ・ワークス,2018年10月,選曲・音響効果）
- ドラマ甲子園  キミの墓石を建てに行こう。（フジテレビ,,2018年9月,選曲・音響効果）
- 誘拐法廷～セブンデイズ～（テレビ朝日,,2018年12月,選曲）
- 庶務行員 多加賀主水が許さない（テレビ朝日,,2019年2月,音響効果）

#### 2020年代

##### 連続ドラマ
- 知らなくていいコト （日本テレビ,,2020年1月期,音響効果）
- 大江戸もののけ物語（NHK BSプレミアム,2020年4月期,音響効果）
- テレビ宮崎 開局50周年ドラマ ひまわりっ 〜健一レジェンド〜（テレビ宮崎,2020年6月期,選曲・音響効果）
- ハケンの品格  第2シリーズ（日本テレビ,,2020年7月期,音響効果）
- F列23番の男 （配信,2020年8月期,選曲・音響効果）
- 相棒19（テレビ朝日,2020年10月期,音響効果）
- どんぶり委員長（BSテレ東,ホリプロ,2020年10月期,選曲）
- THE LIMIT（Hulu,2021年3月期,サウンドエディター）
- オリバーな犬、(Gosh!!)このヤロウ（NHK,2021年9月,音響効果）
- ソロモンの偽証（WOWOW,2021年10月期,音響効果）
- 相棒20（テレビ朝日,2021年10月期,音響効果）
- 婚活探偵（BSテレ東,2022年1月期,選曲）
- ひまわりっ２ 宮崎レジェンド（UMKテレビ宮崎,2022年5月期,選曲）
- ユニコーンに乗って（TBSテレビ,2022年7月期,音響効果）
- 5つの歌詩（スターチャンネルEX,BS10スターチャンネル,2022年7月期,選曲）
- オリバーな犬、(Gosh!!)このヤロウ シーズン2（NHK,2022年9月,音響効果）
- ザ・トラベルナース（テレビ朝日,2022年10月期,選曲）
- 三千円の使いかた（東海テレビ,テレパック,2023年1月期,選曲）
- 夫を社会的に抹殺する5つの方法（テレビ東京,ホリプロ,2023年1月期,選曲）
- ウツボラ（WOWOW,2023年3月期,音響効果）
- 君に届け（Netflix,2023年3月期,音響効果）
- かしましめし（テレビ東京,ホリプロ,2023年4月期,選曲）
- ペンディングトレインー8時23分、明日 君と（TBSテレビ,2023年4月期,音響効果）
- 18/40〜ふたりなら夢も恋も〜（TBSテレビ,2023年7月期,音響効果）
- 埼玉のホスト（TBSスパークル,2023年7月期,音響効果）
- Maybe 恋が聴こえる（TBSテレビ,2023年10月期,サウンドデザイン）
- コタツがない家（日本テレビ,2023年10月期,音響効果）
- 夫を社会的に抹殺する5つの方法 Season2（テレビ東京,ホリプロ,2024年1月期,選曲）
- 不適切にもほどがある！（TBSテレビ,TBSスパークル,2024年1月期,音響効果）
- イップス（フジテレビ,2024年4月期,音響効果）
- ミス・ターゲット（ABCテレビ,2024年4月期,音響効果）
- 青島くんはいじわる（テレビ朝日,ストームレーベルズ,2024年7月期,音響効果）
- 南くんが恋人!?（テレビ朝日,MMJ,2024年7月期,音響効果）
- あのクズを殴ってやりたいんだ（TBSテレビ,2024年10月期,音響効果）
- ザ・トラベルナース（テレビ朝日,2024年10月期,選曲）
- 財閥復讐〜兄嫁になった元妻へ〜（テレビ東京,ファインエンターテイメント,2025年1月期,選曲）
- ホンノウスイッチ（テレビ朝日,ストームレーベルズ,2025年1月期,音響効果）
- 地獄の果てまで連れていく（TBSスパークル,2025年1月期,音響効果）
- トウキョウホリデイ（テレビ東京,OLM,2025年4月期,サウンドデザイン）
- 夫よ、死んでくれないか（テレビ東京,テレパック,2025年4月期,選曲）
- ダメマネ！ーダメなタレント、マネジメントしますー（日本テレビ,2025年4月期,サウンドエフェクト）
- 初恋DOGs（TBSテレビ,2025年7月期,音響効果）
- 誘拐の日（テレビ朝日,2025年7月期,サウンドデザイン）

##### スペシャルドラマ
- 浜の朝日の嘘つきどもと（福島中央テレビ,2020年10月,選曲）
- 我が家の夏〜リバー・サイド・ファミリー〜（東海テレビ,2021年9月,音響効果）
- 津田梅子〜お札になった留学生〜（テレビ朝日,2022年2月,音響効果）
- ダマせない男（日本テレビ,2022年3月,音響効果）
- 女王の法医学〜屍活師〜３（テレビ東京,BSテレ東,テレパック,2023年7月,音響効果）
- テレビ報道記者〜ニュースをつないだ女たち〜（日本テレビ,2024年3月,サウンドエフェクト）
- GTOリバイバル（関西テレビ,2024年4月,サウンドエフェクト）
- 終りに見た街（テレビ朝日,2024年9月,音響効果）
- 物産展の女〜宮崎編〜（テレビ東京,PROTX,2025年1月,選曲）
- 天城越え（NHK,2025年3月,音響効果）

### 情報番組・バラエティー

#### 2010年代
- 名曲ベストヒット歌謡（テレビ東京,2014年12月,音響効果）
- Perfume Special Program -COSMIC EXPLORER-（スペースシャワーTV,2016年3月,音響効果）
- みんなのニュース 取材部（フジテレビジョン,2017年3月期,音響効果）

### ドキュメンタリー

#### 2020年代
- News Picks ドキュメンタリー麻野耕司編（3夜連続）（web,2020年,サウンドエディターエンジニア）

### 映画
- 永遠の0（2013年,選曲助手）
- 四月は君の嘘（2016年,選曲助手）
- 一週間フレンズ。（2016年,選曲助手）
- ひるなかの流星（2017年,選曲助手）
- 曇天に笑う（2017年,選曲助手）
- 20歳のソウル（2022年）